# Caledanapis pilupilu
Caledanapis pilupilu är en spindelart som först beskrevs av Brignoli 1981.  Caledanapis pilupilu ingår i släktet Caledanapis och familjen Anapidae.
Artens utbredningsområde är Nya Kaledonien. Inga underarter finns listade.